# Stadion Tuško Polje
Stadion Tuško Polje – stadion piłkarski w Tuzi, w Czarnogórze. Może pomieścić 3000 widzów. Swoje spotkania rozgrywa na nim drużyna FK Dečić Tuzi.